# 廬州 (隋朝)
庐州，中国隋朝起设置的一个州，唐朝为上州，宋朝为望州，治所在今安徽省合肥市。建制始于隋开皇初年（约581年）改合州为庐州，终于元至元十三年（1276年）平庐州改建制为庐州路，历时近700年，辖境大致为今天合肥市区全境、肥东县全境、肥西县全境、舒城县全境、长丰县南部，而庐江县全境、巢湖市全境、无为县全境、六安市区全境、霍山县全境、英山县全境、霍邱县南部、金寨县部分地区亦时有并入。

## 沿革

### 隋
开皇初年，改合州为庐州。治所在合肥县（今安徽省合肥市）。
大业八年，领七县：合肥县、开化县、霍山县、慎县、庐江县、襄安县、淠水县。
| 隋代行政区划变遷 | 隋代行政区划变遷 | 隋代行政区划变遷 | 隋代行政区划变遷 | 隋代行政区划变遷 | 隋代行政区划变遷 | 隋代行政区划变遷 | 隋代行政区划变遷                               |
| 区划             | 開皇元年         | 開皇元年         | 開皇元年         | 開皇元年         | 開皇元年         | 区划             | 大業3年                                        |
| ---------------- | ---------------- | ---------------- | ---------------- | ---------------- | ---------------- | ---------------- | ---------------------------------------------- |
| 州               | 廬州             | 廬州             | 廬州             | 霍州             | 霍州             | 郡               | 廬江郡                                         |
| 郡               | 汝陰郡           | 廬江郡           | 南梁郡           | 岳安郡           | 北沛郡           | 县               | 合肥县 襄安县 廬江县 慎县 霍山县 開化县 淠水县 |
| 县               | 汝陰县           | 廬江县           | 慎县             | 岳安县 開化县    | 新蔡县           | 县               | 合肥县 襄安县 廬江县 慎县 霍山县 開化县 淠水县 |

### 唐
武德三年，改为庐州，领合肥、庐江、慎三县。
武德七年，废巢州及开城、扶阳二县，改襄安为巢县，属庐州
开元二十三年，分合肥、庐江二县，取古龙舒县之名，置舒城县。
开元末年，领五县：合肥县、慎县、巢县、庐江县、舒城县。
天宝元年，改为庐江郡。乾元元年，复为庐州。
| 唐朝庐州辖县 | 唐朝庐州辖县                                       |
| ------------ | -------------------------------------------------- |
| 618年        | 合肥县、慎县、襄安县、庐江县、霍山县、淠水县       |
| 619年        | 合肥县、慎县、襄安县、庐江县、霍山县（废除淠水县） |
| 620年        | 合肥县、慎县、庐江县、霍山县（襄安县改属巢州）     |
| 621年        | 合肥县、慎县、庐江县（霍山县改属霍州）             |
| 625年        | 合肥县、慎县、庐江县（襄安县来属，改为巢县）       |
| 626年        | 合肥县、慎县、庐江县、巢县（新设舒城县）           |

### 宋
太平兴国三年，以巢、庐江二县隶无为军。
元丰三年，领三县：合肥县、慎县、舒城县。
崇宁元年，领县三：合肥县、舒城县、慎县。
绍兴初年，寄治巢县。
乾道五年，诏修庐州城。明年三月二十二日兴工，四月毕。
庆元元年，因夏水毁城，王知新因命整治，并暗渠，浚长壕，修瓮城，视旧加倍。壁垒崇坚，楼橹相望，称雄淮右。
开禧二年，帅田琳略加增修。
嘉定四年，夏水毁城，帅李大东将新城、古城悉加修筑，数月而就，并疏三壕，合鸡鸣山水入于市河，金汤益固，比险方汉云。古城凡九十三处，羊马墙八百八十四丈，水埧九处九十二丈，卧牛一十五处五百二十六丈。又增修古城一带女头，与内城相为雄长云。

### 废置
元朝至元十三年，改为庐州路。元朝至正二十四年（龙凤十年，1364年），朱元璋政权改为庐州府，1912年废除庐州府。

## 户口

### 隋
大业五年，户四万一千六百三十二。

### 唐
贞观十三年，领县四，户五千三百五十八，口二万七千五百一十三。
天宝十三年，户四万三千三百二十三，口二十万五千三百九十六。

### 宋
元丰三年，主户六万一百三十六，客户三万三百五十二。
崇宁元年，户八万三千五十六，口一十七万八千三百五十九。

## 州格等升迁

### 唐
乾元元年，升上州。

### 宋
大观二年，升望州。
建炎二年，置淮南西路安抚使司。
乾道二年，置安抚使司于和州。
乾道五年，复旧制。

## 刺史
唐朝庐州刺史
- 方亮（武德年间）
- 段高（武德、贞观年间）
- 杜某（636年）
- 卢宝胤（664年）
- 韩俭（唐高宗时）
- 郑钦言（唐高宗时）
- 樊季节（唐高宗时）
- 毕憬（武周时）
- 李千里（武周时）
- 韦岳（武周时）
- 沈成福（武周时）
- 李迥秀（704年）
- 朱敬则（706年）
- 高峄（唐中宗、唐睿宗时）
- |王济（开元初年）
- 樊季节（开元年间）
- 薛缙（开元年间）
- 王师乾（开元年间）
- 源光乘（开元年间）
- 索敬节（开元年间）
- 郑杳（开元年间）
- 竹承构（735年）
- 敬诚（739年）
- 庐江郡太守（742年—757年）
- 赵良弼（760年）
- 徐浩)（761年）
- 张万福（唐代宗初年）
- 贾深（768年）
- 裴谞（大历年间）
- 孙会（大历年间）
- 李崿（贞元初年）
- 杜收（贞元年间）
- 窦彧（贞元年间）
- 罗珦（796年—802年）
- 路应（802年）
- 裴靖（803年）
- 韦覃（贞元年间）
- 王仲舒（811年，未任）
- 薛丹（元和年间）
- 殷祜（元和末年）
- 张屺（821年）
- 李翱（825年—827年）
- 路某（827年—829年）
- 李群（834年—835年）
- 罗立言（835年）
- 孙公乂（843年—846年）
- 卢搏（851年—852年）
- 温璋（855年）
- 卢潘（859年）
- 冯韬（大中年间）
- 敬湘（862年）
- 卢鉟（869年）
- 张搏（875年）
- 郑綮（乾符末年）
- 薛沆（中和初年）
- 许勍（中和年间）
- 郎幼复（882年）
- 杨行密（883年—887年）
- 蔡俦（888年—893年）
- 刘威（894年—906年）
- 康儒（903年，未任）
- 张崇（907年）

杨吴庐州刺史
- 刘威（907年）
- 张崇（907年—932年）
- 姚彦章（931年—939年，遥领）
- 徐知诰（932年—933年）
- 柴再用（933年—935年）
- 周本（935年—937年）

南唐庐州刺史
- 周本（937年—938年）
- 李章（938年—940年）
- 马仁裕（940年—942年）
- 周邺（942年—948年）
- 马希瞻（943年—945年，遥领）
- 王崇文（949年—954年）
- 孙汉威（954年—958年）

后周庐州刺史
- 赵赞（958年—960年）

北宋知庐州
- 赵赞（960年）
- 宋偓（960年—963年）
- 冯瓒（963年—964年）
- 陈思让（964年—969年）
- 尹崇珂（973年）
- 邢琪（975年—977年、983年—987年）
- 魏震（988年—989年）
- 赵安易（990年）
- 赵镕（992年）
- 刘蒙叟（992年）
- 刁衎（996年—998年）
- 宋太初（1002年—1007年）
- 刘琮（1014年—1015年）
- 陈尧佐（1015年—1017年）
- 高绅
- 刁湛（1018年—1019年）
- 马亮（1020年）
- 刘筠（1021年—1022年）
- 马亮（1022年—1027年）
- 刘筠（1028年—1030年）
- 梁頠
- 陈尧佐（1033年）
- 赵贺
- 徐越（1036年）
- 杨日严（1036年—1038年）
- 张亿（1039年）
- 王质（1039年）
- 李柬之（1041年—1045年）
- 唐询（1046年）
- 林潍（1046年—1048年）
- 陈希亮（1049年）
- 吕公孺
- 刘纬（1051年）
- 张昷之（1052年）
- 包拯（1053年）
- 赵良规（1055年）
- 李端愿（1057年）
- 张子宪（1058年）
- 冯京（1059年）
- 吴及（1060年）
- 李端愿（1062年）
- 张田（1064年）
- 傅俞尧（1066年—1070年）
- 孙觉（1073年）
- 刘定（1074年—1075年）
- 陈绎（1077年）
- 韩宗道（1078年—1080年）
- 沈绅
- 李良辅（1083年）
- 何正臣（1084年）
- 吴居厚（1085年）
- 杨汲（1086年）
- 穆珣（1088年）
- 史宗范
- 蹇周辅
- 朱服（1091年）
- 刘定（1092年）
- 陈轩（1093年—1094年）
- 章衡（1094年）
- 王钦臣（1094年）
- 王子京（1096年—1097年）
- 刘定（1099年）
- 朱服（1100年）
- 陈师锡（1102年）
- 龚原（1102年）
- 蹇周辅（1102年）
- 林颜（1104年）
- 罗畸
- 周焘
- 李图南（1112年）
- 蒋猷（1113年）
- 吴伯厚（1114年）
- 翟汝文（1119年）
- 刘僴（1123年—1125年）
- 王孝迪（1125年—1126年）